# Comuna Skagen
Skagen (Skagen Kommune) a fost o comună din comitatul Nordjyllands Amt, Danemarca, care a existat între anii 1970-2006. Comuna avea o suprafață totală de 142,90 km² și o populație de 12.027 de locuitori (în 2004), iar din 2007 teritoriul său face parte din comuna Frederikshavn.